# 이윤숙의 뮤직익스프레스
《이윤숙의 뮤직 익스프레스》는 2005년 5월 8일부터 2020년 5월 10일까지 15년간 이윤숙의 진행으로 JTV MAGIC FM에서 방송된 라디오 프로그램이다. 이 프로그램을 줄여서 익스프레스라고 부르기도 한다. 프로그램 신설 이후부터 2007년 4월 22일까지는 이윤숙 DJ가 오후 4시부터 8시까지 4시간동안 생방송으로 진행되었다. 이후, 2007년 봄 개편으로 인하여 오후 4시-6시는 이윤숙 DJ가, 오후 6시-8시는 안준성DJ가 진행을 맡았다. 2008년 가을 개편으로 인하여, 2008년 11월 2일부터는, 4시 프로그램과 6시 프로그램이 분리되었다.
2008년 11월 2일 이후부터 이윤숙의 뮤직 익스프레스가 오후 4시~6시, 안준성의스포츠익스프레스가 오후 6시~8시로 방송된다.
"일요일 당신의 친구" 뮤직 익스프레스는, 별다른 코너 없이 사연과 신청곡으로 2시간을 채워나간다. 일요일 생방송으로 진행되며 문자 참여 #2299(단문-50원/장문-100원)를 하면 별 다른 사정이 없는 한(끝곡까지 신청곡 마감 등), 거의 다 신청음악을 들려준다.

## 역대 DJ
- 초대 : 이윤숙 - 2005년 5월 8일 ~ 2020년 5월 10일

## 코너

### 매일 코너
- 사연과 신청곡

## 같이 보기
- JTV MAGIC FM

| JTV MAGIC FM        |                                                      |                                                      |
| 이전                | 그대곁에 전세영입니다 (월~토) 뮤직 익스프레스 (일)   | 다음                                                 |
| 두시탈출 컬투쇼     | 그대곁에 전세영입니다 (월~토) 뮤직 익스프레스 (일)   | 장혜라의 행복발전소 (월~토) 스포츠 익스프레스 (일)   |
| 오후 2시 ~ 오후 4시 | 오후 4시 ~ 오후 6시 (월~토) 오후 4시 ~ 오후 6시 (일) | 오후 6시 ~ 오후 8시 (월~토) 오후 6시 ~ 오후 8시 (일) |
|                     |                                                      |                                                      |